# Каракала
Каракала (каз. Қарақала, до 2020 года — Чёрное) — село в Аккулинском районе Павлодарской области Казахстана. Расположено в 70 км к юго-востоку от областного центра — Павлодара и в 33 км к северо-западу от районного центра — села Аккулы. Административный центр Каракальского сельского округа. Код КАТО — 555247100.

## История
Село Чёрное было центральной усадьбой бывшего овцеводческого совхоза имени XXIII съезда КПСС, основанного в 1929 году. До 1936 году он именовался имени Голощёкина, затем до 1970 году — совхоз № 23. В совхозе работали Герои Социалистического Труда: чабан, депутат Верховного Совета СССР 5 созыва Кулай Шарбакбаева и её сын, также чабан-овцевод Кабдылнасир Шарбакбаев.
В 2020 году Чёрное было переименовано в село Каракала

## Население
В 1985 году в селе проживало 1912 человек. В 1999 году население села составляло 1810 человек (882 мужчины и 928 женщин). По данным переписи 2009 года, в селе проживало 1100 человек (528 мужчин и 572 женщины).